# Saint-Péran
Saint-Péran est une commune française située dans le département d'Ille-et-Vilaine en région Bretagne.

## Géographie
La commune est située en lisière de la forêt de Paimpont, à une trentaine de kilomètres à l'ouest de Rennes, capitale départementale et régionale.
Les communes limitrophes sont Iffendic, Monterfil, Treffendel, Plélan-le-Grand, Paimpont.
|                 | Iffendic    | Monterfil  |
| Paimpont        | Saint-Péran |            |
| Plélan-le-Grand |             | Treffendel |

### Hydrographie
Pour un article plus général, voir Réseau hydrographique d'Ille-et-Vilaine.
La commune est située dans le bassin Loire-Bretagne. Elle est drainée par le Boutavent, le Serein,.
Le Boutavent, d'une longueur de 12 km, prend sa source dans la commune de Paimpont et se jette  dans le Meu à Iffendic, après avoir traversé quatre communes. 
Le Serein, d'une longueur de 20 km, prend sa source dans la commune de Paimpont et se jette  dans le Meu à Talensac, après avoir traversé sept communes. 

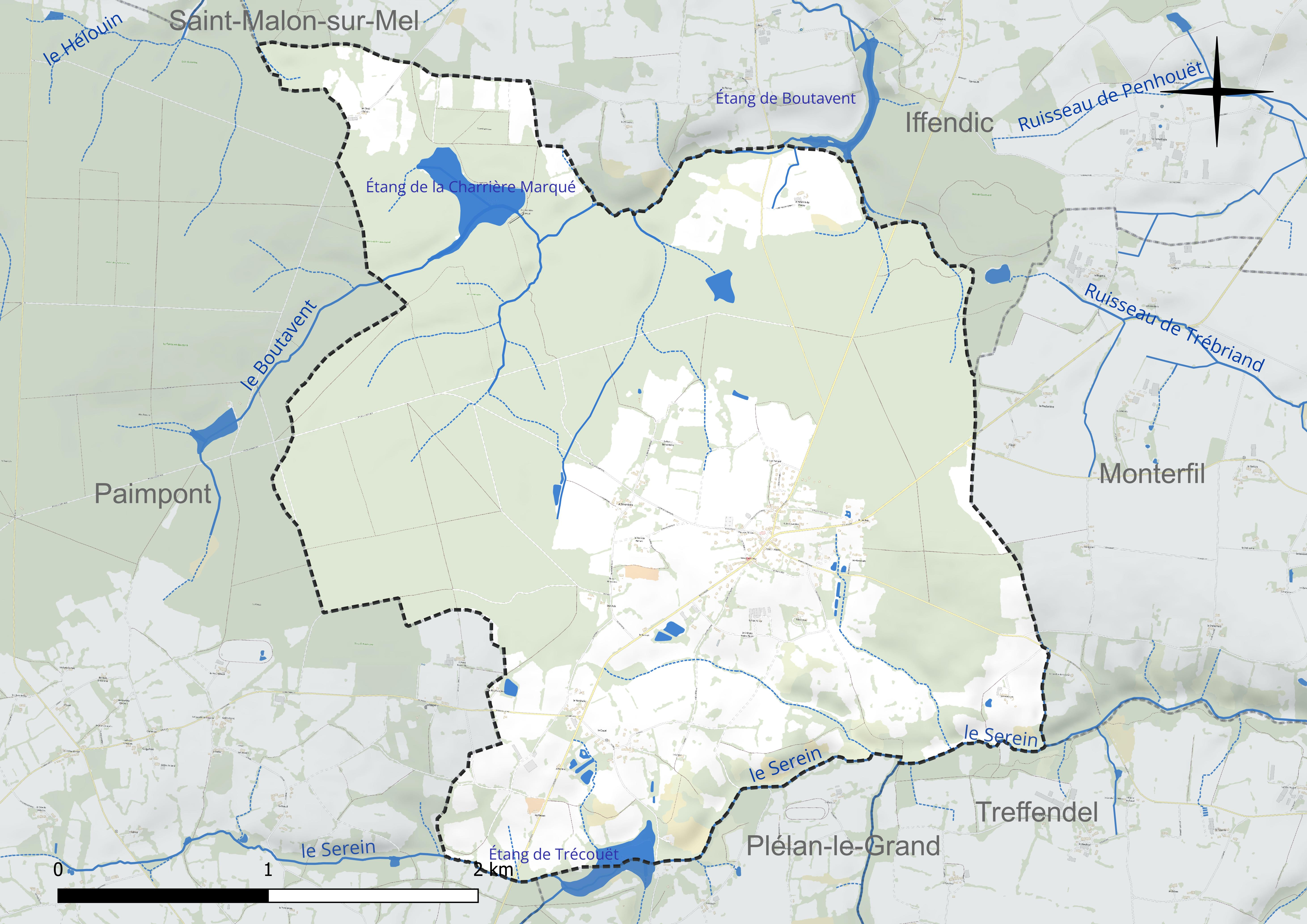
Réseau hydrographique de Saint-Péran.

Trois plans d'eau complètent le réseau hydrographique : l'étang de Boutavent, d'une superficie totale de 3,5 ha (0 ha sur la commune), l'étang de la Charrière Marqué (9,13 ha) et l'étang de Trécouët, d'une superficie totale de 6,4 ha (3,12 ha sur la commune),.

### Climat
Pour des articles plus généraux, voir Climat de la Bretagne et Climat d'Ille-et-Vilaine.
En 2010, le climat de la commune est de type climat océanique altéré, selon une étude du CNRS s'appuyant sur une série de données couvrant la période 1971-2000. En 2020, Météo-France publie une typologie des climats de la France métropolitaine dans laquelle la commune est exposée à un climat océanique et est dans la région climatique  Bretagne orientale et méridionale, Pays nantais, Vendée, caractérisée par une faible pluviométrie en été et une bonne insolation. Parallèlement l'observatoire de l'environnement en Bretagne publie en 2020 un zonage climatique de la région Bretagne, s'appuyant sur des données de Météo-France de 2009. La commune est, selon ce zonage, dans la zone « Intérieur Est », avec des hivers frais, des étés chauds et des pluies modérées.  
Pour la période 1971-2000, la température annuelle moyenne est de 11,2 °C, avec une amplitude thermique annuelle de 12,8 °C. Le cumul annuel moyen de précipitations est de 799 mm, avec 11,7 jours de précipitations en janvier et 6,7 jours en juillet. Pour la période 1991-2020, la température moyenne annuelle observée sur la station météorologique la plus proche, située sur la commune de Guer à 17 km à vol d'oiseau, est de 12,3 °C et le cumul annuel moyen de précipitations est de 872,7 mm,. Pour l'avenir, les paramètres climatiques de la commune estimés pour 2050 selon différents scénarios d'émission de gaz à effet de serre sont consultables sur un site dédié publié par Météo-France en novembre 2022.

## Urbanisme

### Typologie
Au 1er janvier 2024, Saint-Péran est catégorisée commune rurale à habitat dispersé, selon la nouvelle grille communale de densité à sept niveaux définie par l'Insee en 2022.
Elle est située hors unité urbaine. Par ailleurs la commune fait partie de l'aire d'attraction de Rennes, dont elle est une commune de la couronne,. Cette aire, qui regroupe 183 communes, est catégorisée dans les aires de 700 000 habitants ou plus (hors Paris),.

### Occupation des sols
L'occupation des sols de la commune, telle qu'elle ressort de la base de données européenne d'occupation biophysique des sols Corine Land Cover (CLC), est marquée par l'importance des forêts et milieux semi-naturels (63,2 % en 2018), une proportion identique à celle de 1990 (63,2 %). La répartition détaillée en 2018 est la suivante : 
forêts (58,4 %), zones agricoles hétérogènes (32,4 %), milieux à végétation arbustive et/ou herbacée (4,8 %), terres arables (2,4 %), prairies (1,9 %). L'évolution de l'occupation des sols de la commune et de ses infrastructures peut être observée sur les différentes représentations cartographiques du territoire : la carte de Cassini (XVIIIe siècle), la carte d'état-major (1820-1866) et les cartes ou photos aériennes de l'IGN pour la période actuelle (1950 à aujourd'hui).

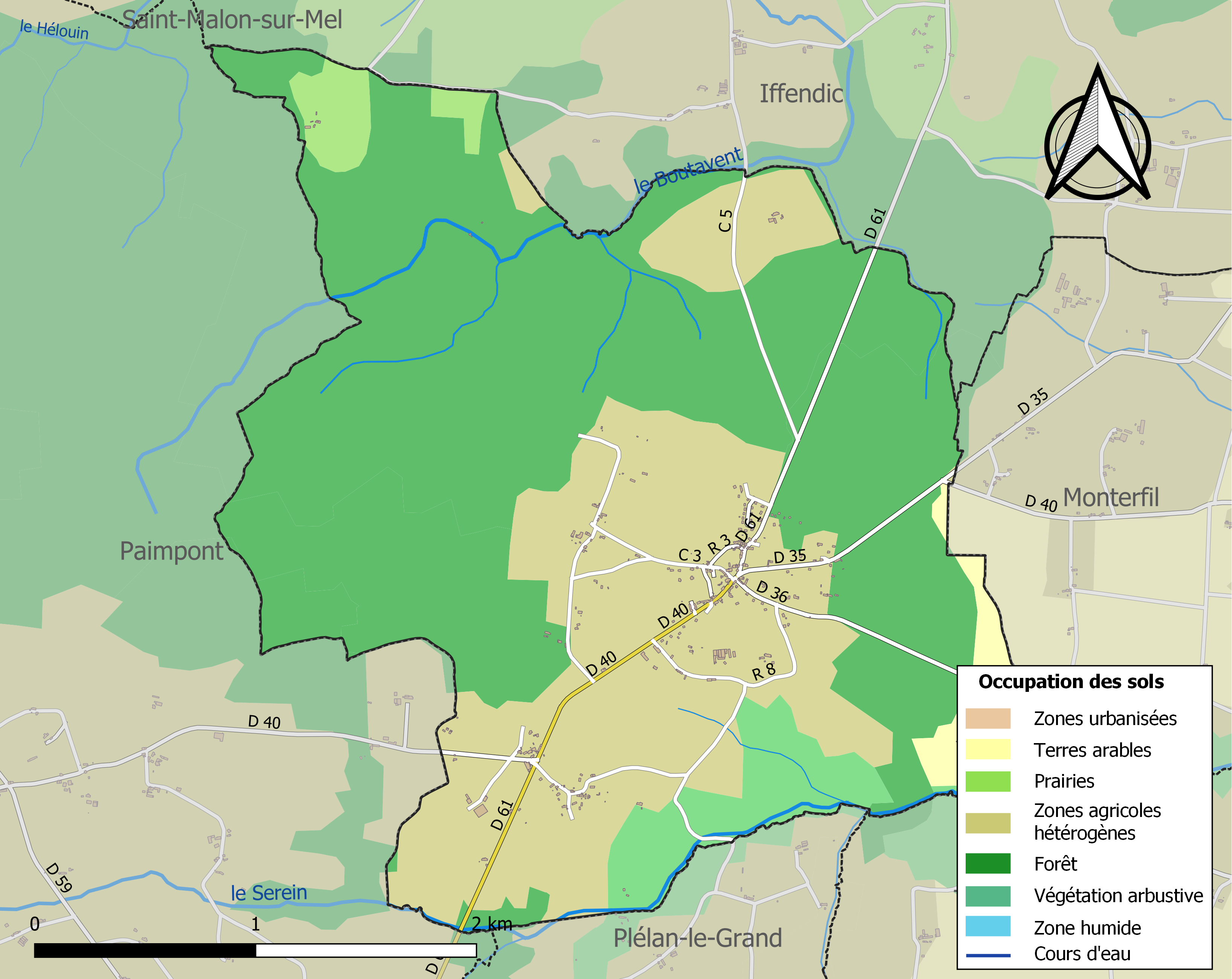
Carte des infrastructures et de l'occupation des sols de la commune en 2018 (CLC).

## Toponymie
Le nom de la localité est attesté sous la forme Sainct-Peran en 1467. Son nom vient de saint Péran, dit aussi saint Piran. Au milieu  du XIXe siècle, on trouve aussi la forme Saint Perran.
Péran ou Piran, très connu en Cornwall (Cornouaille britannique) où il est honoré comme patron des mineurs, fait partie des saints ayant traversé la manche pour venir s'établir en Bretagne, pour quelque temps seulement car c'est bien en Cornwall, à Perranzabuloe, qu'il fut enterré. On trouve trace de son parcours en Bretagne, dans le nord-Finistère à Trézilidé (église St Péran, oratoire de Saint Péran) mais aussi sur la côte du Morbihan où l'actuelle commune de Port-Louis a été fondée au 17è siècle sur le site du village de Lopiran, "Loc-Piran". Cependant l'actuelle église de Saint Péran est dédiée depuis sa construction à Saint Pierre ès liens, peut-être sous l'effet de la mode consistant à latiniser ou franciser les anciens saints bretons. Une statue de Saint Pierre est présente dans l'église dès sa construction, comme en témoignent les restes d'un rétable peint découvert derrière le rétable actuel lors de la rénovation réalisée entre 2000 et 2006, en revanche on n'y trouve aucune statue de Saint Péran.

## Histoire
Aujourd'hui sur la lisière de la forêt de Paimpont, Saint-Péran était au Moyen Âge un petit prieuré membre de l'Abbaye de Montfort-sur-Meu, situé dans la paroisse de Paimpont.
Il semble probable que le prieuré de Saint-Péran fût fondé par les seigneurs de Lohéac, qui possédaient alors la partie de la paroisse de Paimpont où se trouvait ce petit monastère. Il devait même être établi en 1257, lorsque Guillaume de Lohéac donna aux chanoines réguliers de Montfort-sur-Meu le droit d'usage de la forêt de Brocéliande. En 1467, la Charte de Brécilien mentionne ce privilège des prieurs de Saint-Péran et voici comment elle s'exprime :
“L'Abbé de Montfort-sur-Meu, comme prieur du prieuré de Saint-Péran, situé en la forêt de Brécilien, a usage au quartier de ladite forest qu'on appelle Lohéac, scavoir, pasnage, pesson et herbage à toutes bestes qu'il tiendra et aura en ladite mestairie et qui lui appartiennent, lesquelles il pourra faire conduire et mener en ladite forest, par son valet, non par mestaier ayant part esdictes bestes, sans les ecrires ny rien en noier…. Aussi peut ledit Abbé prendre pour son chauffage du bois tant chaist que abattu par pied, s'il n'entrouve de chaist ; et pour les édifices et réparations de son dit prieuré et des clostures d'icely peut prendre et faire abattre bois convenable pour ce faire et en user audit prieuré seulement…. même, ledit valet, demeurant audit prieuré, peut, si bon lui semble, prendre et abattre bois pour faire charrette, charretis et roue, et en user au labourrage audit prieuré seulement.”
Ce texte, dont nous avons conservé l'originalité permettant ainsi de s'apercevoir de l'évolution de la langue française, a son importance, il nous confirme que le prieuré de Saint-Péran fut fondé par les seigneurs de Lohéac ; il nous apprend en outre, qu'au XVe siècle ce prieuré n'était plus habité par des moines, mais uni à la mense abbatiale, puisque l'abbé de Montfort-sur-Meu en était lui-même le prieur; c'était seulement alors une métairie avec chapelle.
Aussi les chanoines de Montfort-sur-Meu ne firent-ils pas difficultés d'aliéner le prieuré de Saint-Péran, probablement durant le XVIe siècle, qui vit s'effectuer tant de ventes en ce genre.
Les habitants de Saint-Péran sollicitèrent de l'évêque de Saint-Malo l'érection d'une trêve en leur faveur. Monseigneur du Bec y consentit et érigea le 27 février 1606 la chapelle de Saint-Péran en “église succursale de Paimpont, ayant fonts baptismaux et droit de sépultures”, à la condition toutefois que les habitants entretiendraient cette église et doteraient convenablement leur curé, nommé par le recteur de Paimpont. Il ajouta que le curé de Saint-Péran devrait venir chaque année avec ses tréviens faire ses pâques à l'église de Paimpont. (N.B : à cette époque le chef de paroisse s'appelait recteur et les vicaires s'appelaient curés.)
On donna immédiatement au nouveau curé de Saint-Péran deux pièces de terre valant en 1661 environ 200 livres de rentes ; plus tard on lui assura une autre rente de 120 livres et un logement convenable ; il eut aussi la jouissance de l'utilité de l'église de Saint-Péran dite fillette de Paimpont. Ce n'est qu'en 1677 que les chanoines réguliers de Paimpont achetèrent l'ancien prieuré de Saint-Péran qui avait d'abord été vendu à des séculiers.
Le “Pouillé”, manuscrit de Saint-Malo (1739-1767), nous dit qu'à cette époque, Saint-Péran, trêve de Paimpont, contenait deux cents communiants et avait pour décimateur l'abbé de Paimpont. «Cette trêve est desservie par un prêtre séculier amovible; on y administre tous les sacrements et l'on y fait toutes les fonctions curiales, mais le curé vient avec les tréviens faire ses pasques à Paimpont.»
Cet état de choses dura jusqu'à la Révolution, et en 1803 Saint-Péran fut érigée en paroisse.
L'église actuelle remonte pour l'essentiel au début du XVIIIe siècle (1709-1730). Elle est en forme de croix, avec chœur à pans coupés, et renferme une vieille tombe armoriée de trois huchets et une statuette légendaire de la Sainte Vierge placée dans la muraille et accompagnée d'une inscription en latin.
La tradition locale conte que deux évêques vinrent à Saint-Péran et transférèrent solennellement eux-mêmes cette statuette en 1661 de la forêt de Paimpont en l'église de Saint-Péran.

La confrérie du Rosaire fut érigée en cette église le 10 février 1726 ; il s'y trouvait, en outre, trois ou quatre fondations au siècle dernier.

## Politique et administration
| Période                                  | Période                  | Identité         | Étiquette | Qualité                                     |
| ---------------------------------------- | ------------------------ | ---------------- | --------- | ------------------------------------------- |
| mai 1855                                 | mai 1888                 | Charles Rallé    |           |                                             |
| mai 1888                                 | mai 1932                 | Edmond Rawle     |           |                                             |
| mai 1932                                 | 1945                     | Armand Rénimel   |           | Boucher                                     |
| 1945                                     | mars 1965                | Félix Ferron     |           |                                             |
| mars 1965                                | mars 1989                | Bernard Méhault  |           | Artisan, maire honoraire                    |
| mars 1989                                | janvier 2000 (démission) | Vincent Régnault |           | Ancien secrétaire de mairie                 |
| janvier 2000                             | mars 2008                | Ronan Guéblez    | [DVG]     | Ingénieur agronome à l'ITP du Rheu          |
| mars 2008                                | mars 2014                | Loïc Richard     |           | Artisan en travaux publics, maire honoraire |
| mars 2014                                | 25 mai 2020              | Maurice Renault  |           | Cadre comptable retraité                    |
| 25 mai 2020                              | En cours                 | Isabelle Goven   | DVG       | Directrice de SSIAD                         |
| Les données manquantes sont à compléter. |                          |                  |           |                                             |

Equipe Municipale Actuelle
Isabelle GOVEN, Maire
Eric THOMAS, Premier adjoint, est chargé de l'urbanisme, de la voirie et du bâtiment
Estelle GUILMAIN, Deuxième adjointe à l'environnement, le patrimoine et la culture
Arnaud Duval, Conseiller
Anthoine Berhault, Conseiller
Christopher LEGIGAN, Conseiller
Franck Lesage, Conseiller
Gildas Merel, Conseiller

## Démographie
L'évolution du nombre d'habitants est connue à travers les recensements de la population effectués dans la commune depuis 1793. Pour les communes de moins de 10 000 habitants, une enquête de recensement portant sur toute la population est réalisée tous les cinq ans, les populations de référence des années intermédiaires étant quant à elles estimées par interpolation ou extrapolation. Pour la commune, le premier recensement exhaustif entrant dans le cadre du nouveau dispositif a été réalisé en 2004.

En 2022, la commune comptait 415 habitants, en évolution de +1,97 % par rapport à 2016 (Ille-et-Vilaine : +5,46 %, France hors Mayotte : +2,11 %).
| 1793 | 1800 | 1806 | 1821 | 1831 | 1836 | 1841 | 1846 | 1851 |
| ---- | ---- | ---- | ---- | ---- | ---- | ---- | ---- | ---- |
| 311  | 301  | 513  | 346  | 299  | 287  | 291  | 318  | 361  |

| 1856 | 1861 | 1866 | 1872 | 1876 | 1881 | 1886 | 1891 | 1896 |
| ---- | ---- | ---- | ---- | ---- | ---- | ---- | ---- | ---- |
| 351  | 370  | 387  | 381  | 360  | 402  | 377  | 352  | 329  |

| 1901 | 1906 | 1911 | 1921 | 1926 | 1931 | 1936 | 1946 | 1954 |
| ---- | ---- | ---- | ---- | ---- | ---- | ---- | ---- | ---- |
| 344  | 341  | 344  | 283  | 291  | 309  | 278  | 272  | 239  |

| 1962 | 1968 | 1975 | 1982 | 1990 | 1999 | 2004 | 2006 | 2009 |
| ---- | ---- | ---- | ---- | ---- | ---- | ---- | ---- | ---- |
| 210  | 209  | 168  | 160  | 169  | 196  | 282  | 299  | 336  |

| 2014 | 2019 | 2022 | - | - | - | - | - | - |
| ---- | ---- | ---- | - | - | - | - | - | - |
| 395  | 418  | 415  | - | - | - | - | - | - |

## Transports
- BreizhGo 1 Rennes - Paimpont

## Lieux et monuments
La qualité architecturale du bourg réside dans la polychromie des matériaux de construction, dont les maçonneries traditionnelles à gros moellons sont dominées par le rose du grès de Corrouët. 
- Église de Saint-Péran, bâtie au cours des XVIIe et XVIIIe siècles, en schiste rouge à l'image des églises du pays de Montfort, elle possède un porche d'entrée appuyé sur deux gros piliers cylindriques.